# Пахульский, Владислав Альбертович
Владислав Альбертович Пахульский (пол. Władysław Pachulski; 12 октября 1855, с. Лазы (Лукувский повят) — 1919, Москва) — польский пианист и скрипач, младший брат Генриха Пахульского, секретарь Надежды фон Мекк.
Ученик Ивана Гржимали. После 1874 года приехал в Россию и был учителем польского языка и музыки в семье Надежды Филаретовны фон Мекк, участвовал в её домашних концертах. В дальнейшем начал выполнять обязанности личного секретаря фон Мекк, а затем вступил в брак с её дочерью Юлией (1853—1915). Пахульский-младший служил в ряде случаев посредником между фон Мекк и Петром Ильичом Чайковским, которому она покровительствовала.
В биографической киноленте «Чайковский» роль Пахульского исполнил Кирилл Лавров.

## Ссылка
- Биография Владислава Пахульского